# Оран (футбольний клуб)
Мулудія Клуб д'Оран або просто Мулудія д'Оран (араб. نادي مولودية وهران) — професіональний алжирський футбольний клуб з міста Оран, який виступає в Алжирській Професіональній Лізі 1. Заснований в 1917 році, клуб також був відомий під назвою Мулудія Шаабія д'Оран з 1971 по 1977 роки, Мулудія Петроліерс д'Оран (араб. مولودية نفط وهران‎‎, скорочено — МП Оран) з 1977 по 1987 роки та Мулудія д'Оран з 1987 по 1989 роки. Клубні кольори — червоний та білий. Домашні матчі проводить на стадіоні «Ахмед Забана». Клуб розвиває багато видів спорту, серед яких дуже популярним є гандбол.
До 2008 року МК Оран був єдиним алжирським футбольним клубом, який брав участь у кожному розіграші першого дивізіону національного чемпіонату починаючи з розіграшу 1962 року. Тим не менше, за підсумками сезону 2007/08 років клуб вилетів з елітного дивізіону, але вже за підсумками наступного повернувся до Алжирської Професіональної Ліги 1.

## Історія

### Ранні роки

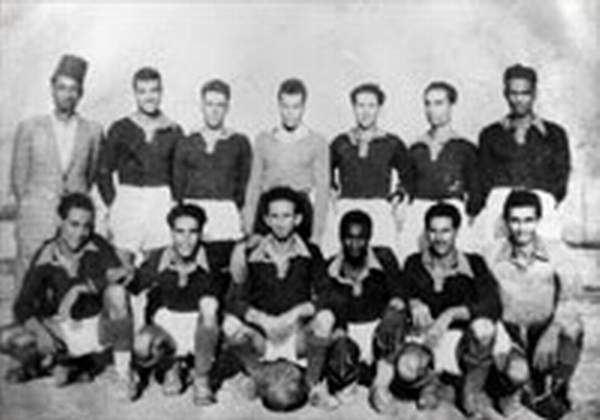
МК Оран в 1946 році

Мулудія Клуб д'Оран було засновано 1 січня 1917 року в районі Ель-Хамрі (стара назва—Лямур) в Орані ініціативною групою мусульманських активістів націоналістичних переконань для того, щоб конкурувати з клубами, в яких в той час грали європейці, оскільки Алжир був французькою провінцією (Французький Алжир). Мохамед Бессул, один з засновників клубу, був свого часу гравцем, тренером та генеральним секретарем клубу, останню посаду він займав до 1967 року. Ішими засновниками клубу були: Алі Бентуті, Омар Абуна, Редуан Серік Буталеб, а також Мохамед Серрадж, Алі Тунсі, Белаїд Башир, Бенсенусі Махі, Блуфа Бенхадад, Махмуд Бенахмед, Мілуд Бендрау, Мілуд Шеригуї, Алі Арумія, Када Фалі.
На царемонії, яка була присвячена заснуванню Мулудії, був присутній Шейх Саїд Замуши, якого делегував на царемонію Шейх Сі Таєб Аль-Махаджи (імам, письменник та член Асоціації Мусульман Алжиру Улема), який в свою чергу представляв інтереси Шейха Абдельхаміда Бен Бадіса.
Назва «Мулудія» було дане на честь великого мусульманського свята Мавлід (святкування Дня народження пророка Мухамеда), оскільки дата заснування клубу збіглася зі святкуванням Мавліду.
Після реєстрації у Федерації футболу Франції Мулудія Клуб д'Оран розпочав свої виступи у сезоні 1946/47 років в третьому дивізіоні регіональних змагань в Лізі Орану (3Ф/О). Результати та досягнення клубу в період з 1946 по 1956 роки на даний час невідомі. А з 1956 по 1962 (рік здобуття незалежності Алжиром) роки МК Оран блокував виступи своїх команд у спортивних змаганнях за вимогою Фронту національного визволення Алжиру.

### Після здобуття незалежності

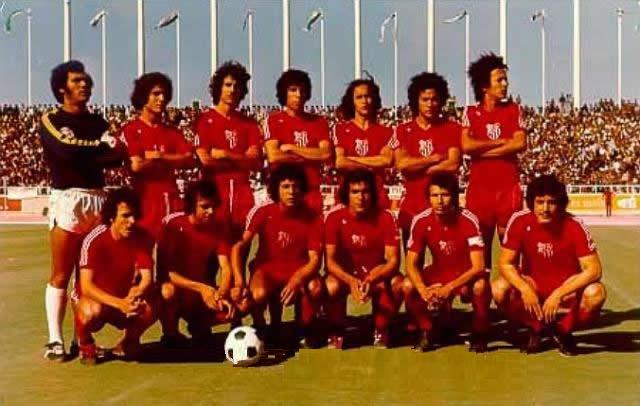
МК Оран, переможець Кубку Алжиру 1975 року

Мулудія Клуб д'Оран розпочав виступи в першому чемпіонаті незалежного Алжиру в сезоні 1962/63 років, у перших двох сезонах, 1962/63 і 1963/64 років, клуб зміг кваліфікуватися для участі в фінальному турнірі чемпіонату, який проходив у трьох групах (Алжир, Оран і Константіна), він посів друге місце в групі Оран за підсумками обох сезонів, але не пробився до півфіналу, та все ж навіть такі досягнення вже принесли клубу статус одного з найсильніших в країні. У наступні сезони, 1968 та 1969 років, Оран двічі поспіль займав друге місце в національному чемпіонаті, а гравець клубу Абделькадер Фреха ставав найкращим бомбардиром чемпіонату в обох сезонах.

### Роки слави
Клуб має велику історію, особливо успішними були 1970-ті, 1980-ті та 1990-ті роки, в цей час у клубі виступало багато відомих алжирських футболістів, були в команді навіть представники інших африканських країн, серед відомих гравців необхідно виокремити Абделькадера Фреха, Сіда Ахмеда Белькедрукі, Мілуда Хадефі, Тедж Бенсаула, Каріма Марока, Тахара Шерифа Ель-Уаззані, Абдельхафіда Тасфаута. За весь цей час, клуб виграв багато національних та міжнародних трофеїв.
Клуб змінив свою назву в 1977 році на Мулудія Петрольєрс д'Оран, через те, що головним спонсором клубу стала компанія Нафтал (до 1987 року). Після цього клуб знову змінив свою назву, цього разу на Мулудія д'Оран, під якою він виступав до 1989 року, допоки не аовернувся до історичної назви — Мулудія Клуб д'Оран.

### Великий занепад
На початку 2000-х років, всередині клубу було багато конфліктів, особливо в адміністративній та фінансовій галузях. У цей період клуб не виграв жодного титулу, дуже часто команді доводилося боротися за те, щоб уникнути вильоту до нижчої ліги.

### Повернення Нафталу

Логотип компанії Нафтал

27 вересня 2012 року Національні Рада з Маркетингу та Продажу нафтопродуктів Нафтал повернулася до числа власників МК Оран після 24-річного періоду відсутності. Як і в минулому, Нафтал розпочав фінансування спортивних секцій Мулудія Клубу д'Оран.

## Досягнення

### Національні
- Алжирська Професіональна Ліга 1
  -  Чемпіон (4): 1970/71, 1987/88, 1991/92, 1992/93
  -  Срібний призер (9): 1967/68, 1968/69, 1984/85, 1986/87, 1989/90, 1994/95, 1995/96, 1996/97, 1999/00
  -  Бронзовий призер (3): 1974/75, 1976/77, 2014/15

- Алжирська Професіональна Ліга 2
  -  Срібний призер (1): 2008/09

- Кубок Алжиру
  -  Володар (8): 1974/75, 1983/84, 1984/85, 1995/96
  -  Фіналіст (2): 1997/98, 2001/02

- Кубок Ліги
  -  Володар (1): 1996
  -  Фіналіст (1): 2000

- Суперкубок Алжиру
  -  Фіналіст (1): 1992

### Міжнародні
- Кубок африканських чемпіонів
  -  Фіналіст (1): 1989

- Кубок арабських чемпіонів
  -  Фіналіст (1): 2001

- Арабський Кубок володарів кубків
  -  Володар (2): 1997, 1998

- Арабський Суперкубок
  -  Володар (1): 1999

## Статистика виступів на континентальних турнірах під егідою КАФ
| Сезон | Турнір                       | Раунд      | Клуб                  | Вдома | На виїзді | Загалом        |
| ----- | ---------------------------- | ---------- | --------------------- | ----- | --------- | -------------- |
| 1985  | Кубок володарів кубків КАФ   | 1          | Джоліба               | 2-0   | 0-0       | 2-0            |
| 1985  | Кубок володарів кубків КАФ   | 2          | ФК «Жанна д'Арк»      | 1-1   | 0-0       | 1-1 (в.г.)     |
| 1986  | Кубок володарів кубків КАФ   | 1          | Камбой Іглз           | т.п.1 | т.п.1     | т.п.1          |
| 1986  | Кубок володарів кубків КАФ   | 2          | Ісмайлі               | 0-0   | 0-1       | 0-1            |
| 1989  | Кубок африканських чемпіонів | 1          | Аль-Іттіхад (Триполі) | т.п.2 | т.п.2     | т.п.2          |
| 1989  | Кубок африканських чемпіонів | 2          | Есперанс              | 3-1   | 2-3       | 5-4            |
| 1989  | Кубок африканських чемпіонів | 1/4 фіналу | Аль-Мурада (Омдурман) | 4-0   | 0-1       | 4-1            |
| 1989  | Кубок африканських чемпіонів | 1/2 фіналу | Нкана                 | 5-2   | 0-1       | 5-3            |
| 1989  | Кубок африканських чемпіонів | Фінал      | Раджа (Касабланка)    | 1-0   | 0-1       | 1-1 (2-4 пен.) |
| 1993  | Кубок африканських чемпіонів | 1          | Етюаль Філант         | 2-0   | 0-1       | 2-1            |
| 1993  | Кубок африканських чемпіонів | 2          | Расінг (Бафусам)      | 2-0   | 0-1       | 2-1            |
| 1993  | Кубок африканських чемпіонів | 1/4 фіналу | Замалек               | 1-1   | 0-4       | 1-5            |
| 1994  | Кубок африканських чемпіонів | 1          | АКС Ксар              | 4-0   | 0-2       | 4-2            |
| 1994  | Кубок африканських чемпіонів | 2          | Тампет Мокаф          | 7-4   | 3-0       | 10-4           |
| 1994  | Кубок африканських чемпіонів | 1/4 фіналу | Віта (Кіншаса)        | т.п.3 | т.п.3     | т.п.3          |
| 1994  | Кубок африканських чемпіонів | 1/2 фіналу | Есперанс              | 2-2   | 1-3       | 3-5            |
| 1996  | Кубок КАФ                    | 1          | Етюаль Філант         | 3-1   | 1-1       | 4-2            |
| 1996  | Кубок КАФ                    | 2          | Ферроваріу ді Мапуту  | 4-1   | 0-2       | 4-3            |
| 1996  | Кубок КАФ                    | 1/4 фіналу | Віта (Кіншаса)        | 2-0   | 0-2       | 2-2 (1-3 пен.) |
| 1997  | Кубок володарів кубків КАФ   | 1          | Уніон Спортів Горі    | 4-1   | 0-1       | 4-2            |
| 1997  | Кубок володарів кубків КАФ   | 2          | ФК «Умеме»            | 3-0   | 0-2       | 3-2            |
| 1997  | Кубок володарів кубків КАФ   | 1/4 фіналу | ФАР (Рабат)           | 1-1   | 0-2       | 1-3            |
| 1998  | Кубок КАФ                    | 1          | ФК «Жанна д'Арк»      | 2-1   | 0-1       | 2-2 (в.г.)     |
| 2005  | Кубок конфедерації КАФ       | 1          | Олімпік (Хурібга)     | 4-0   | 0-2       | 4-2            |
| 2005  | Кубок конфедерації КАФ       | 2          | Бамбутос              | 2-1   | 0-1       | 2-2 (в.г.)     |
| 2016  | Кубок конфедерації КАФ       | Попередній | Воллідан              | т.п.4 | т.п.4     | т.п.4          |
| 2016  | Кубок конфедерації КАФ       | 1          | Спортінг (Сагноа)     | 2-0   | 2-2       | 4-2            |
| 2016  | Кубок конфедерації КАФ       | 2          | Кавкаб (Марракеш)     | 0-0   | 0-1       | 0-1            |

1- ФК «Камбой Іглз» покинув турнір.

2- ФК «Аль-Іттіхад (Триполі)» покинув турнір.

3- ФК «Віта» (Кіншаса) покинув турнір.

4- ФК «Воллідан» покинув турнір.

## Статистика виступів на турнірах під егідою УАФА
- Арабська Ліга чемпіонів: 4 виступи

1988 - Попередній раунд
2001 - Фіналіст
2004 - Перший раунд
2008 - Перший раунд
- Кубок володарів кубків арабських країн: 2 виступи

1997 – Чемпіон
1998 – Чемпіон
- Арабський Суперкубок: 2 виступи

1998 – 1/2 фіналу
1999 – Чемпіон

## Підсумкова статистика виступів на міжнародних турнірах

### КАФ
| Ігор | Перемог | Нічиїх | Поразок | Забитих м'ячів | Пропущених м'ячів | Різниця м'ячів |
| ---- | ------- | ------ | ------- | -------------- | ----------------- | -------------- |
| 56   | 27      | 10     | 19      | 70             | 52                | +18            |

### УАФА
| Ігор | Перемог | Нічиїх | Поразок | Забитих м'ячів | Пропущених м'ячів | Різниця м'ячів |
| ---- | ------- | ------ | ------- | -------------- | ----------------- | -------------- |
| 31   | 13      | 4      | 14      | 48             | 51                | -3             |

## Еволюція логотипу
Протягом своєї історії МК Оран мав декілька логотипів. Вперше логотип було змінено в 70-их роках. Другий логотип почав використовуватися в 1971 році, коли різноманітні алжирські компанії стали головними спонсорами різних футбольних клубів країни, він використовувався з 1977 по 1998 роки, в цей час головним спонсором клубу була алжирська нафтова компанія Нафтан і, відповідно, клуб мав назву МП Оран (Мулудіа Петролієр д'Оран). З 1988 року співпраця між клубом та нафтовою компанією була завершена, Оран повернув собі історичну назву та повернувся до історичного логотипу (з деякими незначними відмінностями).
|           |
| 1946–1977 |

|           |
| 1983–1989 |

|         |
| 1990-ті |

|              |
| 2000-2010-ті |

|       |
| 2020— |

## Стадіон
Клуб, один з найпопулярніших в Алжирі, проводить свої домашні матчі на стадіоні «Ахмед Забана» (40 000 місць), в населеному районі Ель-Хамрі. Інколи свої домашні матчі команда проводить на стадіоні «Хабіб Буакеул», який є 2-им стадіоном міста та вміщує 20 000 уболівальників. Зараз розпочалося будівництво нового та сучасного стадіону, який матиме назву «Олімпійський стадіон Орану» та буде здатний вмістити 40 000 глядачів.

## Спонсори
Починаючи з 12 вересня 2012 року головним спонсором клубу стала алжирська нафтова компані «Нафтал». До цього головними спонсорами клубу були:
| - Aigle Azur - Hodna Lait - Ifri | - Ooredoo - Propal - Zerouati |

## Екіперування
MC Оран підписав угоду з алжирською фірмою Baeko про постачання для клубу трикотажних виробів та спортивного екіперування починаючи з сезону 2012/13 років.
Нижче наведено список останніх постачальників клубу:
- 2010–11:  Adidas
- 2011–12:  Baliston
- 2012–14:  Baeko
- 2014–16:  Sarson Sports USA

## Відомі гравці
МК Оран відомих колишніх гравців, які представляли клуб в національному чемпіонаті та в міжнародних змаганнях з моменту заснування клубу в 1917 році. Щоб з'явитися в даному розділі гравець повинен зіграти принаймні 100 офіційних матчах за клуб чи представляти національну збірну, за яку гравець має право грати, під час його перебування в МК Оран або після того, як він покинув клуб.
| Воротарі - Реда Акімі - Абдессалам Бенабделлах - Насер Беншиха - Баруді Беркан-Крашаї - Нассер Едін Дрід - Мохамед "Шамія" Хаджаджиї - Хішем Мезаїр - Мохамед Унес - Карім Саула - Башир Себаа | Захисники - Лахуарі Беддіар - Абделафід Беллабеш - Омар Белатуї - Абделмаджид Бельгот - Алі Бенхаліма - Абделазіз Ботт - Джеллул Бухаджиї - Лахуарі Шаїб - Бубакеур Шалабі - Мохтар Шергуї - Таєб Фуссі - Мулай Хадду - Мілуд Хадефі - Мохтар Кешамлі - Абделлах Кешра - Абделкрім Херіф - Арезкі Леббах - М'хамед "Сікі" Уанеш Мешкур - Абделлатіф Осман - Сліман Рахо - Жилль Аугустен Бінья | Півзахисники - Хосін Ашиу - Шадлі Амрі - Юсеф Белаїлі - Сід Ахмед Белькедрукі - Лахдар Беллумі - Сід Ахмед Бенамара - Бутхіл Бенюсеф - Шейх Бензерга - Ясін Беззаз - Ларбі Шаабан - Тахар Шериф Ель-Уаззані - Софіан Дауд - Джеллул Джеллі - Насердін Гаїд - Карім Марок - Сенуссі Меджахед - Файкал Мегуені - Брахім Арафат Мезуар - Алі Мумен - Бенягуб Себбах - Абдельхафід Тасфаут - Сід Ахмед Зеррукі - Юдес Дагулу | Нападники - Рашид Амран - Самір Бенкеніда - Хабіб Бенмімун - Тедж Бенсхаула - Бенауда "Тшенго" Буджеллал - Мохамед Бухізеб - Куйдер Букессасса - Хадду Шаїб - Буабделлах Дауд - Абделькадер "Бека" Фреха - Афіф Гуал - Нуреддін "Мехді" Хамель - Ель-Хаді Хелілі - Алі "Алілу" Мекабіх - Башир "Бабі" Мешері - Мурад Мезіан - Мохамед Салем - Абделькадер Тлемкані - Езекієль Н'Дюассель - Мохамед Заб'я |

## Відомі тренери
- Лахуарі Себаа (1946–56)
- ... (19??–??)
- Шибані Бахі, 
 Абделькадер Амер (1962–63)
- Мілуд Нехарі, 
 Беналі Аруміа (1963–64)
- Хадж Хабіб Драуа, 
 Беналі Аруміа (2) (1964–65)
- Шейх Уаддах (1965–67)
- Хадж Хадефі (1967–70)
- Карлуш Антоніу Гоміш (1970–71)
- Махі Хеннан, 
 Суйлем Гнауї (1971–72)
- Зубір Бенаїша (1972–76)
- Саїд Амара (1976–79)
- Неймеддін Бельаяши, 
 Хадж Магхфур (1980–81)
- Хадж Хабіб Драуа (2), 
 Абделлах Кешра (1982–83)
- Абделлах Мешері, 
 Абделлах Кешра (2) (1983–85)
- Абделлах Мешері (2), 
 Борис Подкоритов (1985–86)
- Борис Подкоритов, 
 Хадж Бухаджи (1986–87)
- Амар Руаї (1987–89)
- Мохамед Наджиб Меджадж, 
 Мілуд Хадефі (1989–92)
- Абделлах Мешері (3) (1992–94)
- Алі Фергані, 
 Лахдар Беллумі (1994–95)
- Мохамед Хенкуш, 
 Хабіб Бенмімун (1995–97)
- Саїд Хадж Мансур, 
 Хабіб Бенмімун (2) (1997–98)
- Абделкадер Амрані (1998)
- Насер Беншиха, 
 Тахар Шериф Ель-Уаззані (1998–99)
- Насер Беншиха (1999–01)
- Абделкадер Амрані (2), 
 Лахдар Беллумі (2) (2001–02)
- Абделлах Мешері (4), 
 Тедж Бенсхаула (2002)
- Мохамед Хенкуш (2) (2002–03)
- Ерве Ревеллі (2003–04)
- Нассер Едін Дрід (2004)
- Мохамед Наджиб Меджадж (2) (2004–05)
- Мохамед Хенкуш (3) (2005)
- Нассер Едін Дрід (2005–06)
- Мохамед Наджиб Меджадж (3) (2006)
- Абделлах Мешері (5) (2006)
- Мохамед Леккак (2006–07)
- Еуріку Гоміш (2007)
- Мохамед Наджиб Меджадж (4) (2007–08)
- Еуріку Гоміш (2) (2008)
- Тахар Шериф Ель-Уаззані (2), 
 Файкал Мегуені (2008)
- Мохамед Наджиб Меджадж (5) (2008)
- Омар Белатуї (2008–09)
- Саїд Хадж Мансур (2) (2009)
- Абделкадер Мааталах (2009–10)
- Омар Белатуї (2) (2010)
- Тахар Шериф Ель-Уаззані (3) (2010–11)
- Сід Ахмед Слімані (2011)
- Ален Мішель (2011)
- Саїд Хадж Мансур (3) (1 липня 2011 – 2 жовтня 2011)
- Мохамед Хенкуш (4) (2011)
- Тахар Шериф Ель-Уаззані (4) (11 листопада 2011 – 20 листопада 2011)
- Мохамед Хенкуш (5) (20 листопада 2011 – 4 березня 2012)
- Рауль Савой (5 березня 2012 – 30 червня 2012)
- Люк Еймаель (3 липня 2012 – 4 вересня 2012)
- Рауль Савой (2) (6 вересня 2012 – 10 жовтня 2012)
- Абделлах Мешері (6) (11 жовтня 2012 – 3 листопада 2012)
- Джамель Беншадлі (5 листопада 2012 – 10 січня 2013)
- Тахар Шериф Ель-Уаззані (5) (11 січня 2013 – 18 лютого 2013)
- Сід Ахмед Слімані (2) (20 лютого 2013 – 30 квітня 2013)
- Омар Белатуї (3) (1 травня 2013 – 30 червня 2013)
- Джованні Солінас (2 липня 2013 – 10 листопада 2013)
- Джамель Беншадлі (2) (12 листопада 2013 – 16 лютого 2014)
- Омар Белатуї (4) (16 лютого 2014 – 25 червня 2014)
- Тахар Шериф Ель-Уаззані (6) (June 25, 2014 – Sept 2014)
- Жан-Мішель Каваллі (25 червня 2014 – 30 листопада 2015)
- Фуад Буалі (5 грудня 2015 – 27 квітня 2016)
- Башир Мешері (27 квітня 2016–)

## Відомі президенти клубу
8 жовтня 2012 року Ларбі Абделілаха було призначено виконувачем обов'язків президента ССПА МК Оран. Абделілах керував адміністративними справами клубу до приходу представників Нафталу.
| Президент               | З    | По             | Титули (офіційні) |
| ----------------------- | ---- | -------------- | ----------------- |
| Омар Руан Серрік        | 1946 | ....           | ×                 |
| Кадда Хадж Фалі         | .... | ....           | ×                 |
| Х'міда Бельазрег        | .... | ....           | ×                 |
| Бумедьєн Бентабет       | .... | ....           | ×                 |
| Багдаді Седдікі         | 1971 | 1975           | 2                 |
| Галем Шауш              | 1982 | 1991           | 3                 |
| Юсеф Джеббарі           | 1991 | 1994           | 2                 |
| Белькасем Елімам        | 1994 | 2000           | 5                 |
| Юсеф Джеббарі           | 2000 | 2003           | ×                 |
| Мурад Мезіан            | 2003 | 2006           | ×                 |
| Юсеф Джеббарі           | 2006 | 2008           | ×                 |
| Белькасем Елімам        | 2008 | 2010           | ×                 |
| Таєб Мехіауї            | 2010 | 2011           | ×                 |
| Юсеф Джеббарі           | 2011 | 2012           | ×                 |
| Ларбі Абделілах         | 2012 | 2013           | ×                 |
| Юсеф Джеббарі           | 2013 | 2014           | ×                 |
| Ахмед "Баба" Бельхадж   | 2014 | 2019           | ×                 |
| Тахар Шериф Ель-Уаззані | 2019 | теперішній час |                   |

## Африканські Футбольні Клуби Століття (за версією IFFHS)
МК Оран за версією IFFHS посів 51-ше місце серед найкращих африканських клубів XX століття.